# تدرج الدم
تدرج الدم (الاسم العلمي: Ithaginis cruentus)، هو النوع الوحيد في جنس طُهْرُوج (Ithaginis) من فصيلة التدرجية. إنهُ صغير نسبيًا ذو ذيل قصير، واسع الانتشار وشائع إلى حد ما في جبال الهيمالايا الشرقية، ويمتد عبر الهند ونيبال وبوتان والصين وشمال ميانمار. نظرًا لتناقص أعداده بوتيرة بطيئة، فقد تم تقييم هذا النوع على أنه غير مهدد من قبل الاتحاد الدولي لحفظ الطبيعة في عام 2009.